# Nur ad-Din

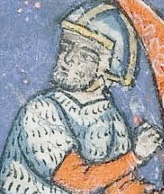
Darstellung Nur ad-Dins in einer französischen Handschrift der Chronik des Wilhelm von Tyrus, die zwischen 1232 und 1261 entstand; Detail einer Initiale, die die Flucht Nur ad-Dins vor zwei Rittern darstellt (Yates Thompson 12 f. 132).

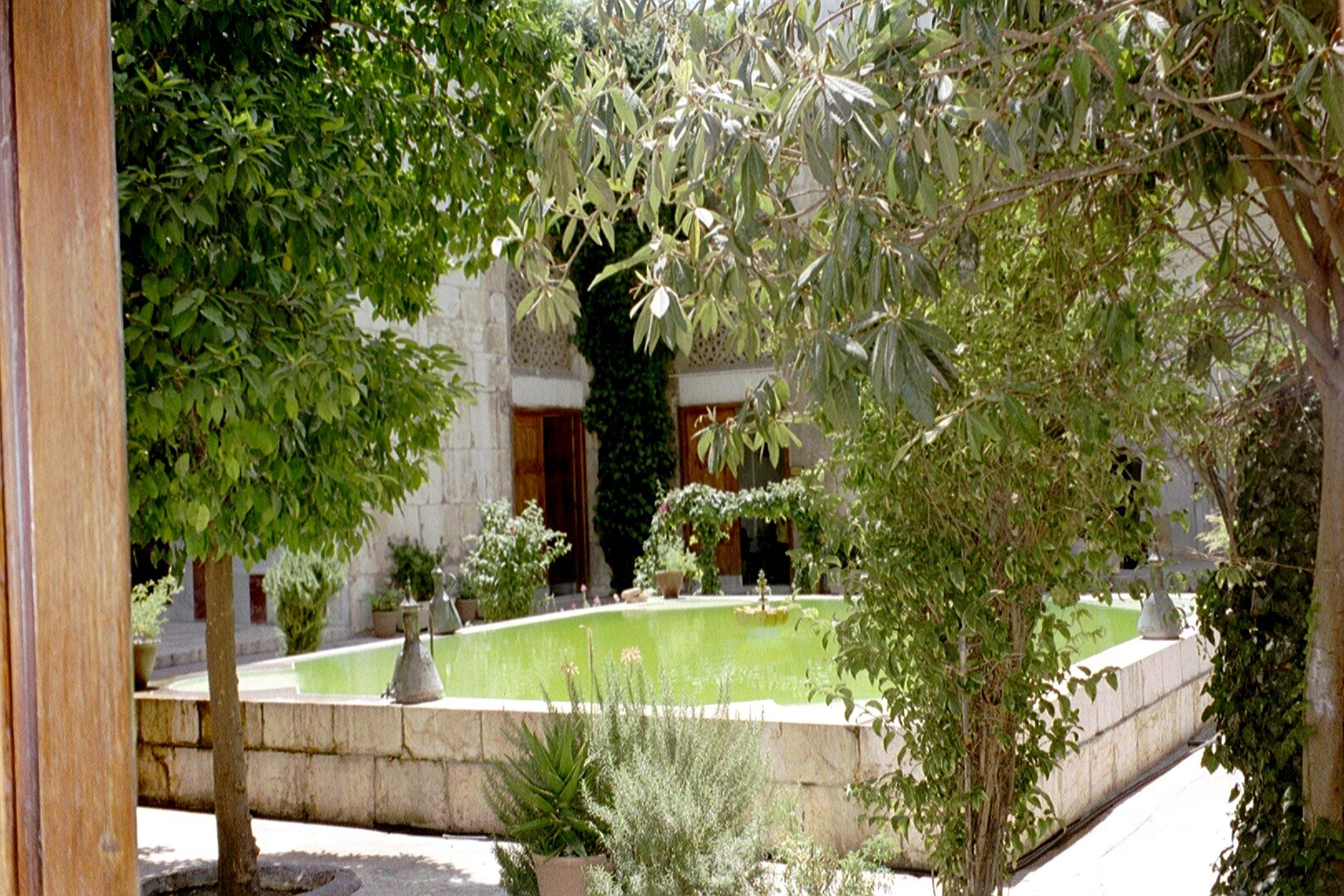
Innenhof des Bimārestān des Nur ad-Din (1154), das älteste bekannte Krankenhaus von Damaskus

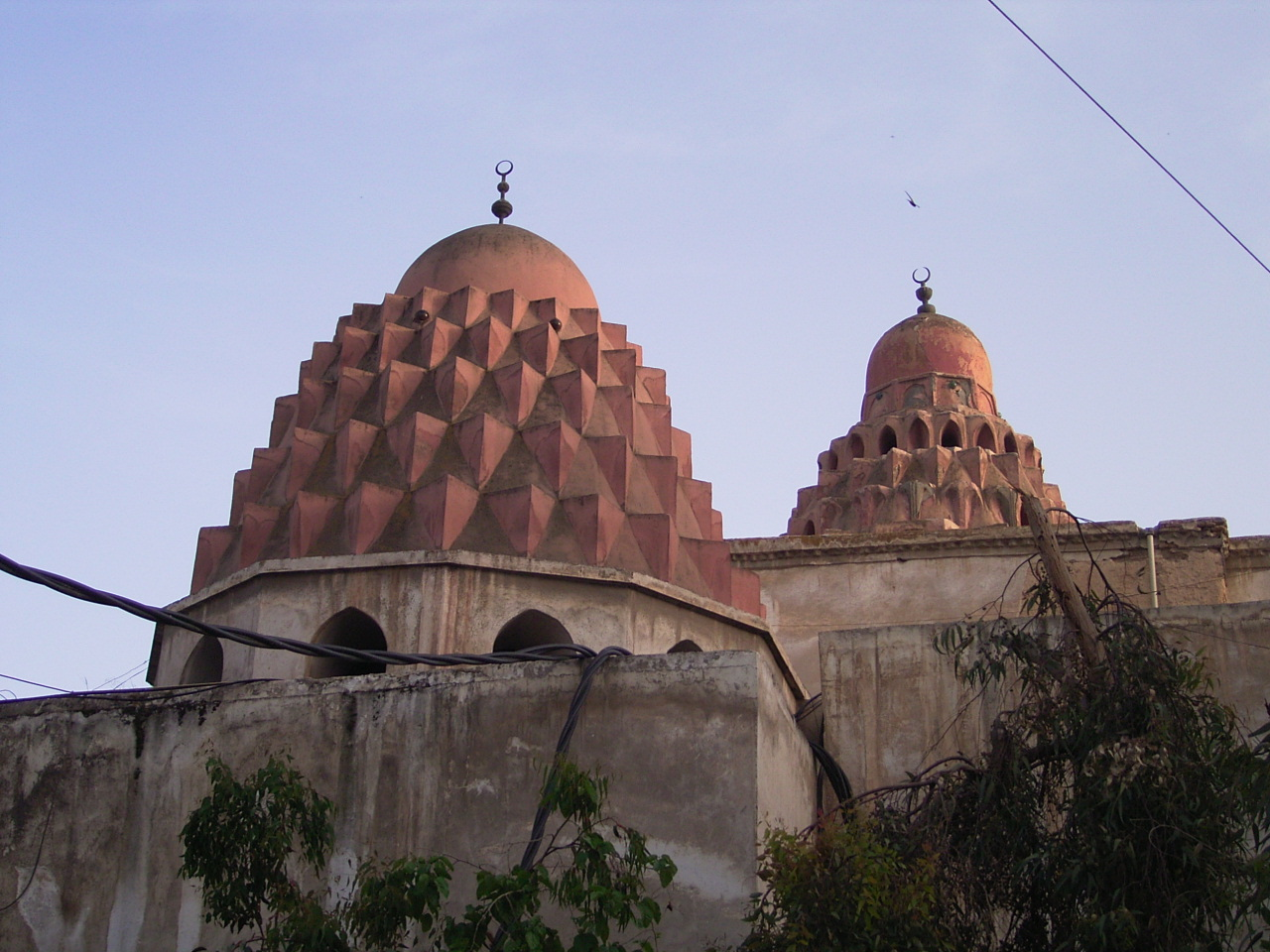
Kuppeln von Nur ad-Dins Grabbau (Qubba) in Damaskus

Al-Malik al-Adil Abu l-Qasim Nur ad-Din Mahmud bin Imad ad-Din Zengi (arabisch الملك العادل أبو القاسم نور الدين محمود بن عماد الدين زنكي, DMG al-Malik al-ʿĀdil Abū l-Qāsim Nūr ad-Dīn Maḥmūd b. ʿImād ad-Dīn Zangiyy, bekannter als Nur ad-Din Zengi; * 1118; † 15. Mai 1174 in Damaskus) aus der Dynastie der türkischen Zengiden regierte von 1146 bis 1174 Syrien.

## Leben
Nur ad-Din war der zweite Sohn Zengis, des Atabegs von Aleppo und Mossul. 1146 folgte er seinem Vater in Aleppo, während sein Bruder Saif ad-Din Ghazi I. Mossul übernahm. Kurze Zeit nach seinem Regierungsantritt schlug er einen Versuch der Kreuzritter zurück, die Grafschaft Edessa zurückzuerobern, die Zengi 1144 erobert hatte. Als 1147 die Anführer des Zweiten Kreuzzugs, die nach dem Fall Edessas herbeigerufen worden waren, entschieden, das in dem Konflikt neutrale Damaskus anzugreifen, bat man dort Nur ad-Din um Hilfe. Die Kreuzfahrer brachen die Belagerung von Damaskus ab, als sie erfuhren, dass sein Heer näher rückte.
Nach der Aufhebung der Belagerung griff Nur ad-Din im Juni 1149 das Fürstentum Antiochia an. Raimund von Antiochia wurde in der folgenden Schlacht von Inab getötet, und Nur ad-Din konnte sein Heer bis ans Mittelmeer führen, in dem er symbolisch ein Bad nahm. Nach einer Belagerung gelangte Nur ad-Din 1154 in den Besitz von Damaskus. Syrien war nun politisch geeint, da die Macht in den drei wichtigsten Städten in der Hand einer Familie lag.
Als die Kreuzritter 1153 Askalon eroberten, war Ägypten von Syrien isoliert. 1163 griffen die Christen Ägypten an, das durch eine Reihe von sehr jungen fatimidischen Kalifen geschwächt war. Der vormalige Wesir Schawar, der aus Ägypten geflohen war, bat Nur ad-Din, ein Heer nach Ägypten zu senden, um ihn in Kairo einzusetzen. Dafür würde er die Kosten übernehmen, jährliche Tributzahlungen leisten, Nur ad-Dins Herrschaft anerkennen und die Grenzbezirke abtreten. Nur ad-Din wollte seine eigene Armee nicht für die Verteidigung Ägyptens verschwenden, doch sein Kommandeur Schirkuh überzeugte ihn 1164, eine Invasion zu wagen. Das Ergebnis dieses Unternehmens war die Vertreibung der Kreuzritter vom Nil, obwohl diese weitere Invasionen versuchten, bis Nur ad-Din 1169 die Herrschaft in Ägypten endgültig übernahm. Schirkuhs Neffe Saladin wurde Sultan des neu eroberten Landes.
Nur ad-Din verhalf dem armenischen Prinzen Mleh, der Ende der 1160er Jahre in seinen Dienst getreten war, 1170 zur Herrschaft in Kilikien und hatte damit auch einen Verbündeten im Westen, der ihm unter anderem nach einem Hilfegesuch des Danischmaniden Yaghi-Basan 1173 auf einem Feldzug gegen Kılıç Arslan II. von Rum unterstützte. Er eroberte Maraş, Behesni und Sebastia, scheint Yaghi-Basan wieder eingesetzt zu haben, kam jedoch dann zu einem Friedensschluss mit Kılıç Arslan.
Auf seine Veranlassung wurde im ganzen Land ein großangelegtes Bauprogramm durchgeführt. Etwa 100 heruntergekommene und zum Teil während mehrerer Erdbeben zwischen 1152 und 1156 beschädigte Moscheen wurden instand gesetzt, darunter die Umayyaden-Moschee von Aleppo. Für jede bestimmte Nur ad-Din eine islamische Stiftung (Waqf), die sich um den Aufbau kümmern sollte. Von dem Bauprogramm profitierten auch kleine und mittelgroße Städte wie ar-Raqqa, wo die seit über 100 Jahren zerfallene Große Moschee wiederaufgebaut wurde. Im Stadtzentrum von Damaskus ließ Nur ad-Din 1167 als erster Herrscher einen imposanten Madrasa-Moschee-Komplex mit einem nach ihm benannten Krankenhaus und seinem Grabmal errichten.
Als Nur ad-Din zu dem Schluss kam, Syrien und Ägypten unter eine einheitliche politische und militärische Führung zu stellen, begann Saladin, Nur ad-Dins Autorität zu ignorieren. Beide stellten Armeen auf für die unvermeidbare Entscheidung, aber Nur ad-Din starb am 15. Mai 1174 in Damaskus.
Nominell folgte ihm sein elfjähriger Sohn as-Salih Ismail auf dem Thron, aber Saladin gelang es bald, auch in Syrien die Macht zu übernehmen und in der Folge die Kreuzfahrerstaaten fast vollständig zu erobern.

## Nachwirken
Im syrischen Bürgerkrieg ist eine der wichtigsten Gruppierungen der syrischen Turkmenen nach Nur al-Din Zengi benannt, die Bewegung Nur al-Din al-Zengi.
In der Oper Der Barbier von Bagdad des Komponisten Peter Cornelius kommt Nureddin als Gestalt vor.